# ألبرت بيكيف
ألبرت بيكيف (بالروسية: Пакеев, Альберт Александрович)‏ (مواليد 4 يوليو 1968) هو ملاكم روسي، مثّل بلاده في الألعاب الأولمبية الصيفية 1996.

## روابط خارجية
ألبرت بيكيف على موقع أوليمبيديا (الإنجليزية)